# Kilian Wielhorski
Kilian Wielhorski herbu Kierdeja – podczaszy wołyński w latach 1649–1653, podstarości włodzimierski w 1637 roku, rotmistrz królewski, deputat województwa wołyńskiego na Trybunał Główny Koronny w 1634/1635 roku.
Poseł sejmiku łuckiego na sejm zwyczajny 1652 roku.